# Атоми за мир
"Атоми за мир" је био назив говора председника САД Двајта Ајзенхауера на генералном заседању УН-а у Њујорку 8. децембра 1953.
Част ми је да данас говорим језиком који има нови смисао, који ја, који сам провео свој живот у војној професији, никада не бих преферирао да користим. 

Тај нови језик је језик атомског рата.
САД су након тога покренуле програм „Атоми за мир“ који је снабдевао опремом и информацијама школе, болнице и истраживачке институције унутар САД и у свету. Први нуклеарни реактори у Ирану и Пакистану направљени су програмом American Machine and Foundry.